# Simyra oxyptera
Simyra oxyptera är en fjärilsart som beskrevs av Eugen Johann Christoph Esper 1788. Simyra oxyptera ingår i släktet Simyra och familjen nattflyn. Inga underarter finns listade i Catalogue of Life.